# Шарль Бардо
Шарль Бардо (фр. Charles Bardot, 7 квітня 1904 — 1973, Канни) — французький футболіст, що грав на позиції нападника за «Канн» та національну збірну Франції.

## Клубна кар'єра
У дорослому футболі дебютував 1926 року виступами за команду «Канн», кольори якої захищав протягом одинадцяти років. 1932 року виборов титул володаря Кубка Франції.

## Виступи за збірну
1925 року дебютував в офіційних матчах у складі національної збірної Франції. Протягом наступних восьми років провів у її формі лише 6 матчів, забивши 3 голи.
У складі збірної був учасником  футбольного турніру на Олімпійських іграх 1928 року в Амстердамі.
Помер 1 січня 1973 року на 69-му році життя в Каннах.

## Титули і досягнення
- Володар Кубка Франції (1):

«Канн»: 1931-1932